# 日本商工会议所
日本商工会议所，简称日商，是日本中小企业组成的全国性社会团体，成立于1964年11月。与经济同友会、日本经济团体联合会并称为日本的“经济三团体”。